# 호헤타우에른산맥

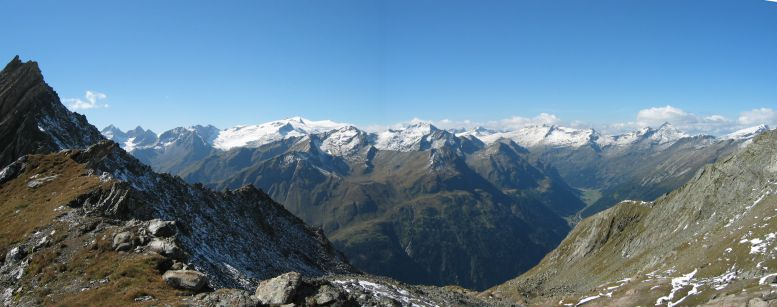
호헤타우에른산맥

호헤타우에른산맥(독일어: Hohe Tauern, 이탈리아어: Alti Tauri 알티타우리[*])은 오스트리아와 이탈리아 사이에 걸쳐 있는 산맥이다. 길이는 130km, 너비는 50km이다.
중동알프스산맥의 일부를 형성하며 오스트리아 케른텐주, 잘츠부르크주, 티롤주, 이탈리아 볼차노현에 걸쳐 있다. 산맥에서 가장 높은 봉우리는 오스트리아에 위치한 그로스글로크너산(Grossglockner)으로 높이는 3,798m이다. 고생대에 형성된 산맥으로서 편마암, 결정편암 지형을 띤다.